# Envie du pénis
 (septembre 2019).
Si vous disposez d'ouvrages ou d'articles de référence ou si vous connaissez des sites web de qualité traitant du thème abordé ici, merci de compléter l'article en donnant les références utiles à sa vérifiabilité et en les liant à la section « Notes et références ».
L'envie du pénis est une étape de la théorie de Sigmund Freud sur le développement psychosexuel féminin, dans laquelle les jeunes filles éprouvent de l'anxiété lorsqu'elles réalisent qu'elles n'ont pas de pénis. Freud considérait cette prise de conscience comme un moment déterminant dans une série de transitions vers une sexualité féminine mature. Dans la théorie freudienne, le stade de l'envie du pénis commence de la transition de l'attachement à la mère à la compétition avec celle ci pour l'attention et l'affection du père. La prise de conscience par le jeune garçon que les femmes n'ont pas de pénis aurait pour conséquence une angoisse de castration. 
La théorie de Freud sur l'envie du pénis a été critiquée et débattue par d'autres psychanalystes, tels que Karen Horney, Ernest Jones, Helene Deutsch et Melanie Klein. 

## Féminin
D'après Freud, la fillette, au cours de jeux avec ses camarades, se rend compte qu'elle ne possède pas de pénis. Cette découverte est parfois vécue comme une frustration, une privation, quand la fillette suppose que son propre sexe est tronqué.
Cette découverte serait un des moments constitutifs de la personnalité féminine.

## Fantasme
L'envie du pénis est donc d'après Freud, le fantasme féminin de récupération du pénis manquant.
Freud envisage plusieurs manières de récupération, chacune caractéristique de la psyché féminine : la fillette peut tenter de devenir le phallus, par le biais de l'esthétique, de la beauté. Elle peut aussi incorporer fantasmatiquement le pénis, le garder en elle et le restituer par la naissance d'un enfant : Freud explique ainsi la sexualité féminine qu'il envisage parfois comme « cannibale », ainsi que la tendance à la fusion maternelle : l'enfant étant investi comme pénis, la mère ne peut envisager de s'en séparer sous peine de perdre le pénis.

## Hystérie
La théorie psychanalytique de l'hystérie fait appel (entre autres) au concept de l'envie du pénis, de par son lien avec la féminité : l'hystérique tenterait à travers ses symptômes à la fois de dire le désir incestueux pour le père, mais aussi par certaines paralysies de restituer l'existence d'un pénis fantasmé, incorporé.

## Critiques

### Critiques psychanalytiques
Des psychanalystes contestent ce concept freudien d'envie du pénis, qui semble présupposer que la sexualité féminine en tant que telle n'existe pas, n'est pas spécifique, et ne peut se définir qu'en négatif par rapport à la sexualité masculine. Ainsi, Karen Horney et Mélanie Klein (cf. Envie par exemple) vont à l'encontre des conceptions freudiennes.

### Critiques féministes
À partir des années 1960, les débats féministes débutent en France sur cette question avant de s'internationaliser durant les années 1970.
Gayatri Chakravorty Spivak tente de repenser la spécificité sexuelle féminine : « Notre tâche dans la réécriture du texte de Freud n’est pas tant de déclarer qu’il faut rejeter l’envie du pénis, que d’amener à la pensée l’idée d’une envie du ventre comme quelque chose qui interagit avec l’idée de l’envie du pénis pour déterminer la sexualité humaine et la production de la société. »